# Sitzendorf an der Schmida
Sitzendorf an der Schmida är en ort och kommun  i Österrike. Den ligger i distriktet Hollabrunn i förbundslandet Niederösterreich, 50 km nordväst om huvudstaden Wien. 
Kommunen består av nio orter (Ortschaften) (inom parentes invånarantal 1 januari 2024):

- Braunsdorf (172)
- Frauendorf an der Schmida (316)
- Goggendorf (216)
- Kleinkirchberg (109)
- Niederschleinz (300)
- Pranhartsberg (46)
- Roseldorf (289)
- Sitzendorf an der Schmida (669)
- Sitzenhart (86)